# Saint-André-de-Rosans
Saint-André-de-Rosans è un comune francese di 155 abitanti situato nel dipartimento delle Alte Alpi della regione della Provenza-Alpi-Costa Azzurra.

## Società

### Evoluzione demografica
Abitanti censiti